# Rachid Ghaflaoui
Rachid Ghaflaoui es un entrenador marroquí (n. 1 de enero de 1973 en Marrakech, Marruecos) Es el actual entrenador del club libio Al Taawon SC que juega en el Campeonato de Libia.

## Biografía
Nacido en Marrakech en Marruecos, Ghaflaoui fue designado en 2014 como entrenador del club nigeriano Sahel SC. antes de unirse al club congoleño Sanga Balende en febrero de 2016, con el que logró clasificarse para la Copa Confederación al terminar en el tercer lugar del campeonato congoleño.
En noviembre de 2017, volvió a fichar por el club nigeriano Sahel SC, club con el que ganó la Copa y la Supercopa del país durante la misma temporada, antes de fichar por el club marfileño Williamsville Athletic Club la temporada siguiente.
En 2020 se incorporó al club guineano Académie SOAR, luego en 2021 al club bahreiní Al Bahrain SC con el que logrará el ascenso al Campeonato de Baréin de primera división.

## Palmarés
- Copa de Níger: 2017
- Supercopa de Níger: 2017
- Campeón Campeonato de fútbol Baréin D2: 2022